# Ajar, Mauretanien
Ajar är en kommun i departementet Sélibabi i Mauretanien. Kommunen har en yta på 671,8 km2, och den hade 14 357 invånare år 2013.